# WAP
Wireless Application Protocol (WAP) är en global och licensfri standard som definierar hur kommunikationen mellan Internet och handhållna apparater såsom mobiltelefoner ska gå till via ett mobilt telenät. Mer konkret var WAP den första tekniken som möjliggjorde utnyttjandet av World Wide Web från mobiltelefoner och liknande. Standarden har tagits fram av bland andra Ericsson, Motorola, Phone.com och Nokia. Den utvecklas och underhålls av OMA, Open Mobile Alliance och tidigare av WAP-Forum. WAP specificerar både protokollet och språket. Den första fungerande sajten öppnades 1999 och den första telefonen som kunde hantera WAP var Nokia 7110. Nokia 7110 hade dock bara CSD-modem som klarade en dataöverföring på 9,6 kbit/s vilket är att jämföra med 4G-standard som år 2015 var cirka 50 000 gånger snabbare. Det gick inte att ringa samtidigt som användaren wappade.
Numera (år 2020 eller tidigare) är WAP ersatt av mobila webbsidor.

## Protokollet
Protokollet innehåller regler för hur informationen skickas. 
I WAP organiseras informationen i något som kallas kort och lekar (cards and decks). En lek består av ett antal kort som innehåller relevant information för användaren för just den applikationen (tjänsten). Lekar och kort hänger ihop genom länkar, ungefär som länkar används i HTML. 
WAP kan använda sig av flera sätt att skicka och ta emot data. De vanligaste är GSM och det mera moderna GPRS. Med GSM debiteras i allmänhet en minutkostnad eftersom telefonen måste ringa upp ett speciellt nummer för att kunna hämta WAP-data, inte helt olikt hur en dator kan behöva ringa upp med modem för att nå Internet. Ett högt minutpris i samband med GSM-nätets låga hastighet gjorde att WAP tidigt fick dåligt rykte, men i och med introduktionen av GPRS år 2002 har WAP blivit mer användbart. Dels för att man med GPRS inte har minutpris, utan betalar för hur mycket information man hämtar, samt att det vanligen är betydligt snabbare.

## Språket
Det första språket i WAP kallas WML (Wireless Markup Language) och är en egen XML-vokabulär. WML fyller ungefär samma funktion som HTML gör på WWW. WML är optimerat för att passa trådlös kommunikation. 
För att utöka funktionaliteten i WML finns även scriptspråket (WMLS) som liknar Javascript. Säker och skyddad överföring finns definierat i WTLS som är baserad på SSL. 
På senare tid (skrivet 2007) har WAP-läsarna i mobiltelefonerna blivit allt modernare, och många stöder vanlig HTML. Det har gjort att WAP under 2010-talet i stort sett har försvunnit.[källa behövs] Dessutom har efter 2010 det blivit en stagnation i tillväxten av mobilanpassade HTML-sidor.[källa behövs]. Detta till förmån för så kallade appar, som installeras i smarta mobiler.

## WAP 2.0
Den nyaste versionen av WAP är version 2.0 (från 2002) som bland annat inkluderar följande skillnader från WAP 1.x-versionerna:
- Språket XHTML Mobile Profile, som är en lätt språkversion av vanlig XHTML, har tillkommit.

- Protokollet för transport av datan har uppgraderats till Wireless Profile HTTP (WP-HTTP).

## Microbrowsers
- WinWAP är en webbläsare för WAP som kan användas på vanliga Windows PC:n och Pocket PC (Windows Mobile).
- Opera är en webbläsare för Windows och Macintosh. Klarar även att visa WAP-sidor.